# Tweede klasse 1954-55 (voetbal België)
Het seizoen 1954/55 was de 38e editie van de Belgische Tweede Klasse. De competitie ging van start in de zomer van 1954 en eindigde in het voorjaar 1955.
Daring werd kampioen en promoveerde samen met vice-kampioen Beringen naar de Eerste Klasse.

## Gedegradeerde teams
Deze teams waren gedegradeerd uit de Eerste klasse 1953-54 voor de start van het seizoen:
- R. Daring Club de Bruxelles degradeerde na 4 seizoenen terug naar 2e nationale.
- K. Lyra degradeerde na 1 seizoen terug naar 2e nationale.

## Gepromoveerde teams
Volgende teams waren gepromoveerd uit Derde klasse 1953-54 voor de start van het seizoen:
- KFC Izegem (kampioen reeks A) promoveerde na 2 seizoenen terug naar 2e nationale.
- SRU Verviers (kampioen reeks B) promoveerde na 24 seizoenen terug naar 2e nationale.

## Ploegen
Deze ploegen speelden in het seizoen 1954-55 in Tweede klasse. De nummers komen overeen met de plaats in de eindrangschikking:
| Stam- nummer | Club                        | Plaats                 |    |
| ------------ | --------------------------- | ---------------------- | -- |
| 2            | R. Daring Club de Bruxelles | Sint-Jans-Molenbeek    | 1  |
| 522          | K. Beeringen FC             | Beringen               | 2  |
| 3            | RFC Brugeois                | Brugge                 | 3  |
| 52           | K. Lyra                     | Lier                   | 4  |
| 221          | K. Sint-Niklaasse SK        | Sint-Niklaas           | 5  |
| 15           | R. Uccle Sport              | Ukkel                  | 6  |
| 53           | AS Oostende KM              | Oostende               | 7  |
| 47           | R. White Star AC            | Sint-Lambrechts-Woluwe | 8  |
| 58           | K. Boom FC                  | Boom                   | 9  |
| 19           | K. Kortrijk Sport           | Kortrijk               | 10 |
| 8            | RCS Verviétois              | Verviers               | 11 |
| 132          | RRC Tirlemont               | Tienen                 | 12 |
| 34           | SRU Verviers                | Verviers               | 13 |
| 373          | K. Sint-Truidense VV        | Sint-Truiden           | 14 |
| 935          | KFC Izegem                  | Izegem                 | 15 |
| 11           | RRC de Gand                 | Gent                   | 16 |

## Eindstand
|   |    |                             | P  | W  | G | V  | +  | -  | DS  | Ptn |
| - | -- | --------------------------- | -- | -- | - | -- | -- | -- | --- | --- |
| K | 1  | R. Daring Club de Bruxelles | 30 | 20 | 5 | 5  | 85 | 42 | 43  | 45  |
| P | 2  | K. Beeringen FC             | 30 | 19 | 4 | 7  | 75 | 35 | 40  | 42  |
|   | 3  | RFC Brugeois                | 30 | 16 | 6 | 8  | 56 | 40 | 16  | 38  |
|   | 4  | K. Lyra                     | 30 | 13 | 7 | 10 | 59 | 50 | 9   | 33  |
|   | 5  | K. Sint-Niklaasse SK        | 30 | 14 | 3 | 13 | 75 | 64 | 11  | 31  |
|   | 6  | R. Uccle Sport              | 30 | 15 | 1 | 14 | 61 | 59 | 2   | 31  |
|   | 7  | AS Oostende KM              | 30 | 13 | 4 | 13 | 49 | 40 | 9   | 30  |
|   | 8  | R. White Star AC            | 30 | 13 | 4 | 13 | 59 | 63 | -4  | 30  |
|   | 9  | K. Boom FC                  | 30 | 11 | 7 | 12 | 47 | 54 | -7  | 29  |
|   | 10 | K. Kortrijk Sport           | 30 | 12 | 5 | 13 | 53 | 66 | -13 | 29  |
|   | 11 | RCS Vervietois              | 30 | 12 | 4 | 14 | 36 | 42 | -6  | 28  |
|   | 12 | RRC Tirlemont               | 30 | 11 | 4 | 15 | 50 | 67 | -17 | 26  |
|   | 13 | SRU Verviers                | 30 | 12 | 2 | 16 | 49 | 57 | -8  | 26  |
|   | 14 | K. Sint-Truidense VV        | 30 | 11 | 3 | 16 | 54 | 66 | -12 | 25  |
| D | 15 | KFC Izegem                  | 30 | 8  | 5 | 17 | 53 | 72 | -19 | 21  |
| D | 16 | RRC de Gand                 | 30 | 6  | 4 | 20 | 34 | 78 | -44 | 16  |

P: wedstrijden gespeeld, W: wedstrijden gewonnen, G: gelijke spelen, V: wedstrijden verloren, +: gescoorde doelpunten, -: doelpunten tegen, DS: doelsaldo, Ptn: totaal punten
 K: kampioen en promotie, P: promotie, D: degradatie

## Promoverende teams
Deze teams promoveerden naar Eerste Klasse 1955-56 op het eind van het seizoen:
- R. Daring Club de Bruxelles (kampioen) promoveerde na 1 seizoen terug naar eerste klasse.
- K. Beeringen FC (vice-kampioen) promoveerde na 2 seizoenen terug naar eerste klasse.

## Degraderende teams
Deze teams degradeerden op het eind van het seizoen naar Derde Klasse 1955-56:
- KFC Izegem (voorlaatste) degradeerde na 1 seizoen in 2e klasse.
- RRC de Gand (laatste) degradeerde na 4 seizoenen in 1e en 2e klasse.

## Topschutter
Michel Bensch - K. Beeringen FC - 23 doelpunten
De officiële benamingen van deze competitie luidden achtereenvolgens Bevordering (van 1909 tot 1926), Eerste Afdeling (van 1926 tot 1952), Tweede Klasse (van 1952 tot 2016). 
In 2016 werd de Tweede Klasse opgeheven en vervangen door Eerste klasse B en Eerste klasse Amateurs.